# Julieta Martínez
Julieta Martínez Oyarzún (Santiago, 7 de julio de 2003) es una emprendedora y activista social chilena, centrada en la defensa del medioambiente. Es fundadora de la plataforma social Tremendas y, entre otros reconocimientos, en 2019 fue nombrada embajadora de la Youth Task Force Beijing+25 por ONU Mujeres.

## Trayectoria
Inició su activismo a los 10 años cuando sus padres la llevaron a una marcha para pedir que las bombas de insulina para diabéticos se incluyeran en el plan Plan de Acceso Universal de Garantías Explícitas (Plan AUGE) de Chile. Su condición de diabética e insulinodependiente, y el darse cuenta de que la mayoría de los niños no podía acceder a una bomba de insulina como sí era su caso, la llevó a cuestionarse esa situación de desigualdad y a interesarse en las causas sociales.
En 2014 participó como oradora en el Festival Internacional de Innovación Social (Fiis) celebrado en Santiago de Chile y en 2018 se convirtió en embajadora de la Fundación Ashoka, una organización global que recluta a jóvenes entre 15 y 25 años considerados agentes de cambio.
En 2019 fundó la plataforma Tremendas y fue elegida para viajar a la Conferencia de las Naciones Unidas sobre el Cambio Climático (Cop25) celebrada en Madrid, donde habló sobre la acción para el empoderamiento climático. Ese mismo año ganó el Premio Mujer Influyente en el marco del Foro de Cooperación Económica Asia-Pacífico (Apec) celebrado en Chile en 2019.
En 2020 representó al Chile en la Cumbre de la Mujer de América Latina y el Caribe, donde poco después se convirtió en la única integrante latinoamericana de la Youth Task Force Beijing+25, una lista muy reducida formada por 39 embajadores a nivel global.
En 2021 fue elegida para participar en un diálogo con Hilary Clinton en el Foro Generación Igualdad de la ONU celebrado en París.

## PlataformaTremendas
Además de otras iniciativas, Martínez es impulsora de la plataforma Tremendas, una plataforma colaborativa compuesta por jóvenes y adolescentes chilenas, fundada en 2019. 
Tremendas se basa en los 17 objetivos de desarrollo sostenible propuestos por la Organización de las Naciones Unidas (ONU) para poder generar acciones de impacto social. Entre sus proyectos más importantes se encuentran «Tremendas Científicas: Niñas Curiosas, Mujeres Científicas» y «Academia Climáticas: educación ambiental para niñas y jóvenes».

## Reconocimientos y premios
- Embajadora de la Fundación Ashoka (2018)
- Embajadora del Fondo Mundial para la Naturaleza (World Wildlife Fund, WWF).
- Premio Mujer Influyente Joven, otorgado por el Foro de Cooperación Económica Asia-Pacífico (Apec) (2019).
- Embajadora de la Youth Task Force Beijing+25 (2020)